# Willie Wilcox
John Wilcox, más conocido como Willie Wilcox, es un músico estadounidense nacido el 21 de septiembre de 1951, más popular por su anterior trabajo con su banda de rock Utopia y su actual trabajo solista. De su voz y calidad musical vienen canciones como "You Make Me Crazy", "Neck On Up" y "Princess Of The Universe", o de su propio repertorio solista "I'ts All About the Money" y el éxito "Pac-Man Punch".

## Carrera musical

### Comienzos con Utopia
En el año 1975, cuando el músico estadounidense Todd Rundgren decide grabar su cuarto disco solista, "Initiation", es también el momento de que el joven John Wilcox empiece su carrera musical. Contratado por el reconocido cantante, Wilcox trabaja con él en canciones como "The Death Of The Rock And Roll", la cual vendría siendo la primera canción que graba Wilcox. Rundgren y Wilcox se van conociendo hasta que este último se une a la banda Utopia, en esos momentos aún conocida como "Todd Rundgren's Utopia", grabando con ellos su primer álbum en vivo: "Another Live". Willie se queda en la banda grabando con ellos álbumes como "Ra" en 1977, donde demuestra su calidad vocal en "Jealousy", "Sunburst Finish" y "Singring And The Glass Guitar (An Electrified Fairytale)"; en el mismo año, "Oops! Wrong Planet", donde vocaliza "Crazy Lady Blue". Luego de ayudar a Rundgren en sus álbumes de solista (al igual que sus otros compañeros de Utopia) "Faithful" (1976), "Hermit Of Mink Hollow" (1978), "Back To The Bars" (1978), con Utopia vuelve a estrenar un nuevo álbum en 1980, que consagra la carrera de la banda, "Adventures In Utopia", que con canciones como "You Make Me Crazy" consagra a Wilcox no tan solo como un gran baterista sino que también como una de las más grandes voces que pasó por Utopia. Posteriormente, en el mismo año se lanza "Deface Of Music". Willie ayuda a Rundgren con su álbum "Healing" en 1981, y con Utopia en 1982 vuelve con dos nuevos álbumes, "Swing to the Right" y "Utopia".